# Angelo Bruun
Kaj Angelo Zeuthen Bruun, född 15 juli 1898 i Nakskov, död 30 mars 1956 i Græsted, var en dansk skådespelare. 

## Biografi
Angelo Bruun var gift tre gånger. Det första äktenskapet ingicks den 2 december 1925 med skådespelaren Gerda Madsen. Efter deras skilsmässa 1931 gifte han sig den 22 oktober 1931 med den norska skådespelaren Ann-Mari Berg (1905-1979). Hans sista äktenskap var med skådespelaren Inger Lassen (1911–1957), och ingicks den 3 september 1937, äktenskapet varade i 19 år. 
Bruun avled efter en fallskada han ådragit sig på besök hos Gerda Madsen, i hennes hus i Græsted. Efter hans död och då hans änka Inger Lassen var döende i cancer adopterade Gerda Madsen deras son Claus Angelo Bruun (f. 1942).

## Filmografi i urval
- 1932 - Odds 777
- 1933 - 5 raske piger
- 1933 - Plat eller krone
- 1940 - Jeg har elsket og levet
- 1942 - Tordenskjold går i land
- 1942 - Baby på eventyr
- 1943 - Drama på slottet
- 1944 - Mordets melodi
- 1947 -  Mani
- 1948 - Okänd man
- 1948 - Tre år efter
- 1949 - For frihed og ret
- 1953 - Avismanden
- 1953 - Den gamle mølle paa Mols
- 1954 - Hendes store aften
- 1956 - Kärlek i det blå